# 抓人游戏
抓人游戏是一種以抓住奔跑的人為目的遊戲，其中一个或多个玩家要抓住其他玩家，通常追逐的玩家用手碰到被追逐的玩家後，被追逐的玩家就出局了。通常玩家通過石头、剪子、布的方式來決定誰是被抓的人以及抓人的人。 